# Кальницкий, Яков Исаакович
Яков Исаакович Кальницкий (10 (22) октября 1895, Екатеринослав — 4 марта 1949, Харьков) — русский советский писатель и публицист, очеркист.
Переводился на украинский, молдавский, румынский языки. Член Союза писателей Украины (1934—1938).

## Биография
Родился 10 октября (по старому стилю) 1895 года в Екатеринославе в еврейской семье. Отец — екатеринославский мещанин Ицко Гершович (Исаак Гершкович) Кальницкий (1869—?), маклер, нанимавший небольшую гостиницу; мать Маша Зельмановна Кальницкая (в девичестве Курицкая, 1867—?), из семьи свенцянского мещанина Виленской губернии; родители заключили брак там же 7 марта 1893 года. У Якова были братья Илья-Ханан (21 апреля 1899) и Марк (24 сентября 1897), сестра Хана (28 марта 1894). Не окончив школу, с 10 лет начал работать. Во время Первой мировой войны — рядовой 86-го пехотного запасного полка 35-й дивизии, затем — 138-го резервного Волховского полка. За проявленный на фронте героизм пожалован полным Георгиевским кавалером.
После 1917 года Кальницкий — деятельный участник революционных событий. В дни Февральской революции — председатель полкового комитета 138-го резервного Волховского полка, собирал отряды Красной гвардии в Екатеринославе. Во время гражданской войны — командир полка, затем начальник штаба бригады. После демобилизации Кальницкий вернулся в родной город, одно время работал в ГПУ, после чего поступил учиться в Днепропетровский металлургический институт.
Писать и публиковаться Яков Кальницкий начал в студенческие годы.
Успех вышедших в 1924 году его автобиографических записок «От февраля до Октября» заставили автора бросить учёбу и переехать в Харьков, где в последующее десятилетие крупными тиражами печатались его книги.
В середине 1930-х, после путешествия в Арктику на ледоколе «Красин» и посещения Новой Земли, у Я. Кальницкого вышел сборник рассказов «Огни в Арктике» (1934), повесть «Случай на Новой Земле» (1934) и роман «Остров голубых песцов» (1935).
В своих произведениях Яков Кальницкий порой допускал политически задиристые высказывания. Так, в повести «Человек, которого убили» (1929), в уста автора странного дневника 1918 года автор вложил такие крамольные по тем временам слова:

«Никак не могу примириться с большевиками, марксами… Будь они все прокляты».

И далее:

«Чёрт бы побрал этих большевиков… От них всего можно ожидать».

С трудом ладил и с иными советскими законами. В том же году в Мурманске он находился под следствием уже по подозрению в растрате государственного имущества. А 4 июня 1938 года его арестовали из-за содержания дарственной надписи на книге «Новоземельские рассказы», найденной во время обыска сотрудниками НКВД в квартире младшего брата Авеля Енукидзе, его старого приятеля.
Под пыткой первоначально признал себя виновным, но на одном из допросов полностью отрёкся от своих слов и, несмотря ни на что, ни в чём более не сознался.
Пытаясь себя оправдать и спасти от расстрела, писал письма и заявления своим известным знакомым, в том числе исследователю Арктики Герою Советского Союза И. Д. Папанину, комиссару внутренних дел Лаврентию Берии и, наконец, Иосифу Сталину.
29 октября 1939 года (через 16 месяцев после ареста) был осуждён на 3 года исправительно-трудовых лагерей по обвинению в принадлежности к сионистской шпионской организации, которая вела антисоветскую деятельность. Наказание отбывал в Онеглаге на ст. Пукса Северной железной дороги. Освобождён незадолго до начала Великой Отечественной войны в июне 1941-го. По заявлению Юрия Смолича «…в лагере Яша сделал какое-то (не рассказывал, ведь военная тайна) изобретение, был вызван в генеральный штаб в Москву и в канун войны объявился в Харькове, и был назначен консультантом по противовоздушной обороне города».
Умер писатель в Харькове в марте 1949 года от сердечной недостаточности
Я. И. Кальницкий был реабилитирован посмертно 16 января 1989 года, а его книги были возвращены в библиотечное обращение два года ранее.

## Литературное творчество
Перед арестом работал над созданием автобиографической трилогии «О счастливом человеке», первая часть которой под названием «Семья Поляковых» была издана в 1950 году.
На протяжении своей литературной деятельности писатель несколько раз обращался к фантастике. В 1926 году вышел на украинском языке его научно-фантастический рассказ «Радио-мысль», впоследствии послуживший основой фантастического романа о будущей войне «Ипсилон» (1930). По сюжету романа на Советский Союз напали фашиствующие организации из «Лиги защиты мировой культуры», он борется с ними, но окончательную победу приносят изобретения Антона Дикого и странного профессора Ипсилона.
Вышедшая после смерти автора повесть «Конец Подземного города» была воспринята современниками как до абсурда точное подражание или вариацию на тему «Арктании» Г. Гребнева. Советское полярное судно спасает чернокожего, рассказавшего об оставшейся от войны подземной базе нацистов в Арктике. Экипаж решает прийти на помощь…
И, наконец, в 1928 году вышла написанная совместно с В. Т. Юрезанским книга «Вокруг света в 50 дней» — детская приключенческая повесть о путешествии двух советских ребят вокруг света.

### Основные труды
Романы
- Ипсилон (1930);
- Остров голубых песцов (1933)
- Семья Поляковых (то же: Под названием «Счастливый человек») (1950)

Сборники
- Всякое бывает (1927)
- Плавучий курорт (1928)
- Человек, которого убили; Записки Каина (1929)
- Хуши (1929)
- Сын полка (1931)
- Спасите!  (1931)
- Новоземельские рассказы (1938)

Повести
- Радио-мысль  (1926)
- Острозубая камса (1927)
- Дикарь (1928)
- Вокруг света в пятьдесят дней (совм. с В. Т. Юрезанским) (1928)
- Человек, которого убили (1929)
- Записки Каина (1929)
- Чокрак (Сын полка) (1931)
- Письмо в Америку (1934)
- Случай на Новой Земле (1934)
- Годы и люди (1935)
- Конец Подземного города (1950)

## Семья
Жена — Анна Рафаиловна Кальницкая. Сыновья — Илья (1919—1942) и Рафаил (1923—1980).